# Фордс-Прері (Вашингтон)
Фордс-Прері (англ. Fords Prairie) — переписна місцевість (CDP) в США, в окрузі Льюїс штату Вашингтон. Населення — 2234 особи (2020).

## Географія
Фордс-Прері розташований за координатами 46°44′57″ пн. ш. 123°0′13″ зх. д. / 46.74917° пн. ш. 123.00361° зх. д. (46.749087, -123.003741).  За даними Бюро перепису населення США в 2010 році переписна місцевість мала площу 10,06 км², з яких 9,90 км² — суходіл та 0,16 км² — водойми.

## Демографія
Згідно з переписом 2010 року, у переписній місцевості мешкало 1959 осіб у 798 домогосподарствах у складі 551 родини. Густота населення становила 195 осіб/км².  Було 849 помешкань (84/км²).
Расовий склад населення:
| - 90,4 % — білих - 1,9 % — азіатів - 1,2 % — корінних американців - 0,5 % — чорних або афроамериканців - 0,3 % — вихідців з тихоокеанських островів - 3,2 % — осіб інших рас |

До двох чи більше рас належало 2,5 %. Частка іспаномовних становила 6,5 % від усіх жителів.
За віковим діапазоном населення розподілялося таким чином: 20,5 % — особи молодші 18 років, 56,9 % — особи у віці 18—64 років, 22,6 % — особи у віці 65 років та старші. Медіана віку мешканця становила 46,8 року. На 100 осіб жіночої статі у переписній місцевості припадало 99,5 чоловіків;  на 100 жінок у віці від 18 років та старших — 95,2 чоловіків також старших 18 років.
Середній дохід на одне домашнє господарство  становив 59 311 долар США (медіана — 53 103), а середній дохід на одну сім'ю — 83 258 доларів (медіана — 61 818). За межею бідності перебувало 10,3 % осіб, у тому числі 0,0 % дітей у віці до 18 років та 0,0 % осіб у віці 65 років та старших.
Цивільне працевлаштоване населення становило 738 осіб. Основні галузі зайнятості: освіта, охорона здоров'я та соціальна допомога — 32,4 %, публічна адміністрація — 30,2 %, транспорт — 6,8 %, науковці, спеціалісти, менеджери — 6,1 %.